# Werner Hofmann (Grafiker)
Werner Hofmann (* 7. September 1907 in Dresden; † 10. August 1983 ebenda) war ein deutscher Grafiker und Maler.

## Leben
Werner Hofmann wurde von 1922 bis 1924 als Gebrauchsgrafiker ausgebildet und besuchte gleichzeitig die Abendschule der Akademie für Kunstgewerbe. Von 1925 bis 1929 studierte er an der Akademie für Kunstgewerbe bei Paul Hermann, Richard Lippmann, Max Frey, Arno Drescher und Georg Erler. Daneben war als freischaffender Ausstellungsgrafiker am Deutschen Hygienemuseum Dresden tätig. Hofmann war 1929 Gründungsmitglied der ASSO-Ortsgruppe Dresden und mit den Malerkollegen Otto Griebel und Wilhelm Lachnit politisch tätig. Er beteiligte sich an Ausstellungen im Künstlerhaus Dresden-Loschwitz. Danach war er arbeitslos und übernahm gelegentliche Aufgaben als Gebrauchsgrafiker und Schriftmaler.

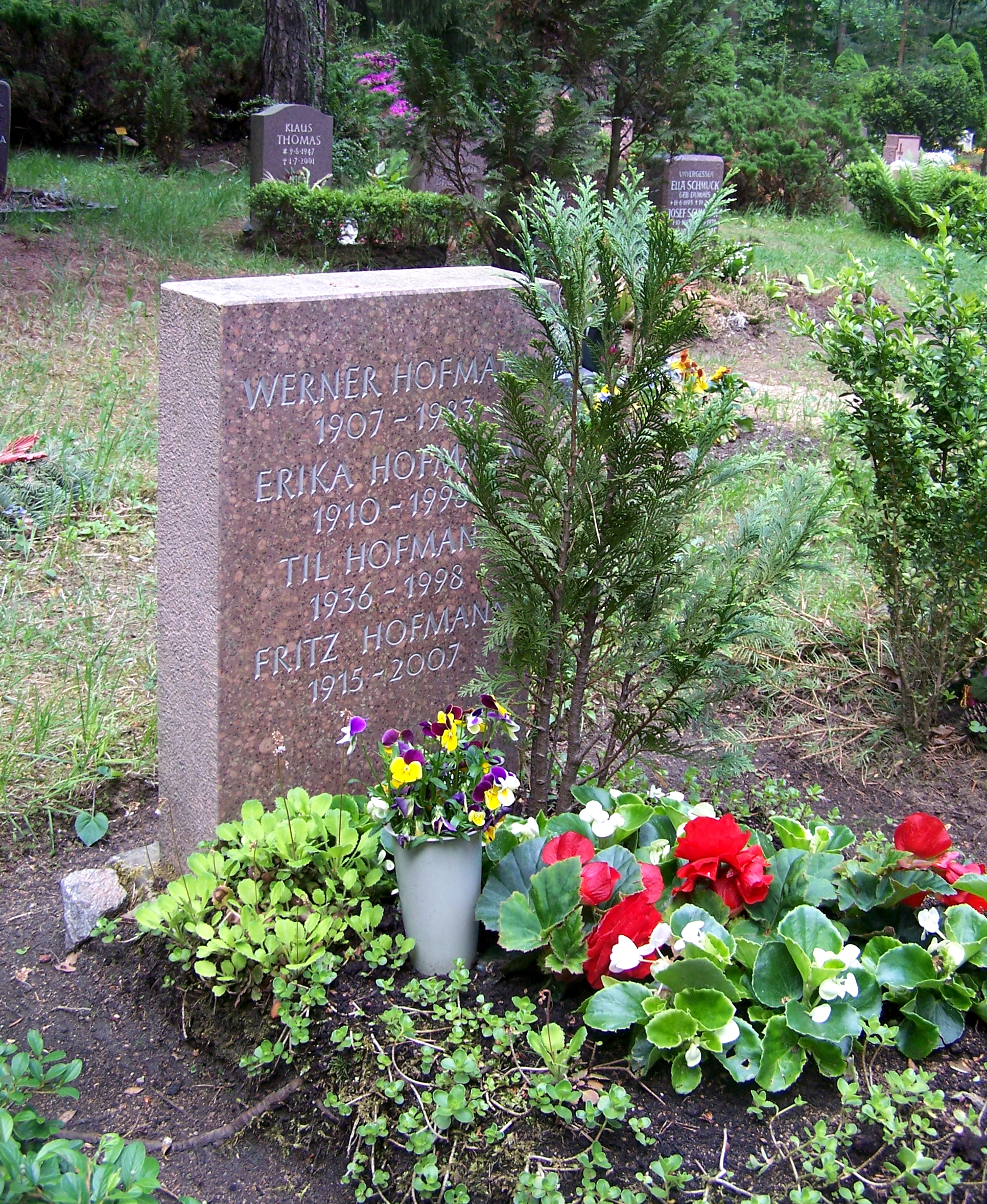
Grab von Werner Hofmann und Familie auf dem Heidefriedhof in Dresden

Hofmann wurde 1939 zur Wehrmacht eingezogen und geriet 1945 in englische Kriegsgefangenschaft. Bei den Luftangriffen auf Dresden verlor er mehr als 500 seiner Arbeiten, darunter Ölbilder, Aquarelle und Zeichnungen, weitere Bilder verbrannten 1945 in Berlin im Haus des Deutschen Gemeindetages. Nach dem Krieg war Hofmann als Ausstellungsgestalter in Dresden tätig und übernahm 1949 eine Dozentur für Werklehre an der Hochschule für Bildende Künste Dresden. Er gründete 1951 mit Griebel die Arbeiter-und-Bauern-Fakultät für bildende Kunst an der Hochschule für Bildende Künste. Von 1952 bis 1954 war er deren Direktor. Danach war er freischaffend als Maler und Grafiker (Ausstellungsgestaltung) tätig und übernahm Funktionen im Verband Bildender Künstler in Dresden. Studienreisen führten ihn in die Sowjetunion und nach Jugoslawien. 
Werner Hofmann lebte bis zu seinem Tod im August 1983 im Künstlerhaus Dresden-Loschwitz, ein Atelierhaus, in dem u. a. auch seine bekannten Künstlerkollegen Hans Jüchser, Max Lachnit, Wilhelm Rudolph und Hermann Glöckner lebten und arbeiteten. Hofmann war verheiratet mit Erika Hofmann. Sie hatten eine Tochter (Brigitte) und den Sohn Veit Hofmann, ebenfalls Graphiker und Maler.

## Ehrungen
- 1969 und 1979: Vaterländischer Verdienstorden in Bronze bzw. Silber
- 1982: Hans-Grundig-Medaille

## Werk
Hofmann begann mit grafischen Arbeiten und entwickelte seine Fähigkeiten als Maler besonders durch zahlreiche Porträts, die Mitglieder seiner Familie, Freunde und Malerkollegen zeigen. In seinem Frühwerk verwendete er Dixsche Stilmittel wie Lasurtechnik und zeichnerische Dingschärfe in naiv-romantisierender Weise. Nur wenige dieser zwischen 1932 und 1939 entstandenen Gemälde sind noch erhalten. Neben Sozialkritischen Bilder entstanden Dresdner Stadtansichten, Stillleben, Landschaften und Tierbilder. Der größte Teil seines Werkes ist in Privat- oder Familienbesitz.
Hofmann schuf 1949 mit Hans Christoph und Martin Hänisch im Rahmen der „Wandbildaktion“ der 2. Deutschen Kunstausstellung das Wandbild Kohle, Paul-Berndt-Schacht, über das ein Kritiker urteilte: „Die an sich gute Komposition ist zu unbeweglich, zu wenig überzeugend. Die Bewegung der Menschen ist zu sehr schablonisiert, auch für die Gegebenheiten des Wandbildes.“

## Fotografische Darstellung Hofmanns
- Werner Hofmann bei der Arbeit (Urheber unbekannt; um 1925)[3]

## Werke (Auswahl)

### Tafelbilder (Auswahl)
- Kinderspielplatz bei Nacht (1931; in der Dresdener Galerie Neue Meister)[4]
- Unter einer Brücke (1931/1932; in der Dresdener Galerie Neue Meister)[5]
- Flößer auf der Elbe (1932, Mischtechnik)[6]
- Kleine Gärtnerei/Straße in Dresden (1933, Öl, 90 × 60 cm; in der Neuen Nationalgalerie Berlin)[7]
- Mädchenbildnis Erika (1933, Mischtechnik; im Brandenburgischen Landesmuseum für moderne Kunst, vormals Museum Junge Kunst, Frankfurt/Oder)[8]
- Dresden am Abend/Brühlsche Terrasse (1934/1935, Öl)[9]
- Der Schüler Veit (1953, Öl, 78 × 68 cm; auf der Dritten Deutschen Kunstausstellung)[10]
- Selbstbildnis im Spiegel (1952, Öl)[11]

### Druckgrafik (Auswahl)
- Hofmusik (1932, Holzschnitt)[12]
- Winterhilfe (1933, Holzschnitt)[13]

## Ausstellungen (unvollständig)

### Personalausstellungen
- 1965: Dresden, Leonhardimuseum (mit Otto Griebel und Curt Großpietsch)
- 1983: Dresden, Dresdner Schloss (mit über 200 Ölgemälden, Aquarellen, Zeichnungen, Druckgrafiken und Linolschnitten)
- postum 1989: Dresden, Galerie West (Handzeichnungen aus dem künstlerischen Nachlass)

### Beteiligung an Ausstellungen
- 1933: Dresden, Künstlerhaus (Interessengemeinschaft für Arbeitskultur)
- 1946: Dresden, Brühlsche Terrasse (Kunstausstellung Sächsische Künstler)
- 1946: Dresden, Allgemeine Deutsche Kunstausstellung
- 1949 und 1953: Dresden, 2. und Dritte Deutsche Kunstausstellung
- postum 2011/12: Dresden, Kunsthalle im Lipsius-Bau („Neue Sachlichkeit in Dresden. Malerei der Zwanziger Jahre von Dix bis Querner“)